# George Flynn
Pour les articles homonymes, voir Flynn.
George Flynn (né en 1937 dans le Montana) est un compositeur et pianiste américain. Il a grandi dans le Montana et dans l’État de Washington. George Flynn a étudié et enseigné à l’université Columbia et, de 1977 à 2001, il a dirigé le département de composition de l’université DePaul. Ses compositions recouvrent un champ très large, des symphonies aux œuvres pour piano en passant par les compositions électroniques. Il est surtout réputé pour Trinity, une pièce pour piano solo, comprenant les parties Kanal (1976, dédié à Mary Ann Hoxworth), Wound (1968) et Salvage (1993, dédié à la mère du compositeur), pouvant chacune être jouées indépendamment des autres. La durée totale de Trinity est d’environ 114 minutes.

## Compositions
Orchestrales
- Mrs. Brown (1965)
- First Symphony “Music For Orchestra” (1966)
- Tirades and Dreams (1972)
- Second Symphony (1981)
- Meditations, Praises (1981)
- Focus (1983)
- Coloration (1983)
- Quietude (1983)
- Lost and Found (1984)
- A Reign of Love (1992)
- Surfaces (1997)
- Winter Dusk (1999)
- Rita's Dance (2000)

Œuvres concertantes
- The Density of Memory (1997)
- American City (1998)

Musique de chambre
- Piano Quartet (1963)
- Solos and Duos (1964)
- Four Pieces (1965)
- Duo for clarinet and piano (1966)
- Duo for trumpet and piano (1974)
- American Festivals and Dreams (1976)
- Duo for cello and piano (1977)
- Duo for violin and piano (1979)
- Celebration (1980)
- Fantasy Etudes (1981)
- Saxophone Quartet (1982)
- Woodwind Quintet (1983)
- American Rest (1982, 1984)
- Diversion (1984)
- American Summer (1986)
- Turmoil and Lullabies (1986)
- Disquietude and Lullaby (1986)
- Diversions for Five Woodwinds (1988)
- Til Death for violin and piano (1988)
- Who Shall Inherit the Earth? (1989)
- Forms of Flight (1991)
- The Streets are Empty (1992)
- Duo for viola and piano (1974, 1985, 1995)
- Winter Landscape Duo for cello and piano (1998)
- Together (2003)
- American Enchantment (2003)
- Seeking Serenity (2005)

Clavecin
- Drive (1973)

Piano
- Fuguing (1962)
- Fantasy (1966)
- Music for Piano Four Hands (1966)
- Wound (1968)
- Kanal (1976)
- American Icon (1988)
- Pieces of Night (American Nocturnes) (1989)
- Toward the Light (1991)
- Salvage (1993)
- Preludes (1994)
- Derus Simples (1995)
- Glimpses of Our Inner Lives (2001)
- Remembering (2003)

Œuvres vocales
- Benedictus (1962)
- Christmas Fanfare (1972)
- Lady of Silences (1973)
- Ave Maria (1973)
- Ave Maria (1973)
- Songs of Destruction (1974)
- Dies Sanctificatus (1976)
- Dawn (1977)
- Dusk (1977)
- Kyrie (1977)
- Agnus Dei (1977)
- American Voices (1983)

## Source
- (en) Cet article est partiellement ou en totalité issu de l’article de Wikipédia en anglais intitulé « George Flynn » (voir la liste des auteurs).